# Ann Haesebrouck
Ann Haesebrouck (Brugge, 18 oktober 1963) is een Belgisch roeier en houder van olympisch brons.
Ann Haesebrouck roeide aanvankelijk voor de Brugse Trim en Roeivereniging (BTR).
Op de Olympische Spelen van 1984 in Los Angeles behaalde ze voor het Belgisch team een bronzen medaille in de skiff met een tijd van 3:45.72.
Op de Olympische Spelen van 1988 in Seoel trad ze aan in de dubbel-vier en behaalde in een team samen met Marie-Anne Vandermoere, Lucia Focque en Annelies Bredael een zesde tijd in de finale.
Op de Olympische Spelen van 1992 in Barcelona trad ze aan in de dubbel-twee en behaalde in een team samen met Renée Govaert de overwinning in de B-finale en zo de negende tijd in totaal, beiden waren toen lid van de Brusselse Cercle des Régates.
In 2008 streed ze mee in het eerste seizoen van de één televisieserie Eeuwige roem, in de finale werd ze tweede. Later dat jaar verrasten zij en onder andere Annelies Bredael de Belgische roeiwereld met een comeback op het Nationaal kampioenschap georganiseerd door de Koninklijke Belgische Roeibond in het domein Hazewinkel. Hun vrouwelijke achtriem had een bezetting met een gemiddelde leeftijd van méér dan 40 jaar. De ploeg, die voor TRT Hazewinkel uitkwam, behaalde goud.
In 1983 en 1984 werd ze Sportvrouw van het jaar van Brugge. Bij de verkiezing van Belgische Sportvrouw van het jaar werd ze in 1984 derde. Toen de Belgische Beroepsbond van Sportjournalisten in 2000 een stemming onder zijn leden organiseerde voor de sportvrouw van de eeuw werd ze achttiende.